# Reconcile
Reconcile – debiutancki singel Curly Heads, rockowego zespołu z Dąbrowy Górniczej z Dawidem Podsiadło jako liderem. Został wydany 8 września 2014 przez Sony Music Entertainment Poland. Promuje pierwszą płytę długogrającą grupy pt. Ruby Dress Skinny Dog. Wykonanie na żywo tego utworu można było zobaczyć m.in. w trakcie trasy Męskie Granie 2014.

## Lista utworów
1. "Reconcile" (Radio Edit) 2:44

## Notowania
- NRD Radio Eska Rock: 1[4]
- Uwuemka: 4[5]
- Lista Przebojów Radia Merkury: 13[6]
- Lista Przebojów Trójki: 19[7]

## Teledysk
W wideoklipie produkcji zespołu Psychokino, w reżyserii Doroty Piskor, wystąpił m.in. Marcin Dorociński jako lekarz, a członkowie Curly Heads jako pielęgniarze lub pacjenci. Premiera teledysku w serwisie YouTube odbyła się 23 października 2014.